# 충청북도의 선거구
충청북도의 선거구는 국회의원 선거구 8개, 도의원 선거구 29개로 이루어져 있으며 11개의 시·군의원 선거구도 존재한다.

## 국회의원 선거구

지역구 국회의원의 소속 정당을 나타낸 지도(2021-07-01 기준)

| 청주시 상당구         | 청주시 서원구          | 청주시 흥덕구                          | 청주시 청원구                  |
| --------------------- | ---------------------- | -------------------------------------- | ------------------------------ |
|                       |                        |                                        |                                |
| 청주시 상당구 전 지역 | 청주시 서원구 전 지역  | 청주시 흥덕구 전 지역                  | 청주시 청원구 전 지역          |
| 충주시                | 제천시·단양군          | 보은군·옥천군·영동군·괴산군            | 증평군·진천군·음성군           |
|                       |                        |                                        |                                |
| 충주시 전 지역        | 제천시, 단양군 전 지역 | 보은군, 옥천군, 영동군, 괴산군 전 지역 | 진천군, 음성군, 증평군 전 지역 |

## 도의원 선거구
| 번호 | 선거구명          | 관할 구역 |
| ---- | ----------------- | --- |
| 1    | 청주시 제1선거구  | 청주시 상당구 중앙동, 성안동, 탑대성동, 금천동, 용담명암산성동                                                |
| 2    | 청주시 제2선거구  | 청주시 상당구 영운동, 용암제1동, 용암제2동                                                                    |
| 3    | 청주시 제3선거구  | 청주시 상당구 낭성면, 미원면, 가덕면, 남일면, 문의면                                                          |
| 4    | 청주시 제4선거구  | 청주시 서원구 사직제1동, 사직제2동 모충동, 수곡제1동, 수곡제2동                                               |
| 5    | 청주시 제5선거구  | 청주시 서원구 남이면, 현도면, 산남동, 분평동                                                                  |
| 6    | 청주시 제6선거구  | 청주시 서원구 사창동, 성화개신죽림동                                                                          |
| 7    | 청주시 제7선거구  | 청주시 흥덕구 복대제1동, 복대제2동, 봉명제1동                                                                 |
| 8    | 청주시 제8선거구  | 청주시 흥덕구 강내면, 가경동, 강서제1동                                                                       |
| 9    | 청주시 제9선거구  | 청주시 흥덕구 오송읍, 옥산면, 운천신봉동, 봉명제2송정동, 강서제2동                                            |
| 10   | 청주시 제10선거구 | 청주시 청원구 우암동, 내덕제1동 내덕제2동 율량사천동                                                          |
| 11   | 청주시 제11선거구 | 청주시 청원구 내수읍, 북이면, 오근장동                                                                        |
| 12   | 청주시 제12선거구 | 청주시 청원구 오창읍                                                                                          |
| 13   | 충주시 제1선거구  | 충주시 주덕읍, 앙성면, 노은면, 중앙탑면, 신니면, 대소원면, 살미면, 수안보면, 달천동, 호암직동, 지현동, 용산동 |
| 14   | 충주시 제2선거구  | 충주시 엄정면, 산척면, 동량면, 금가면, 소태면, 목행용탄동, 칠금금릉동, 봉방동, 문화동, 성내충인동             |
| 15   | 충주시 제3선거구  | 충주시 연수동, 교현안림동, 교현2동                                                                            |
| 16   | 제천시 제1선거구  | 제천시 봉양읍, 백운면, 송학면, 의림지동, 중앙동, 용두동, 청전동, 영서동                                       |
| 17   | 제천시 제2선거구  | 제천시 금성면, 청풍면, 수산면, 덕산면, 한수면, 교동, 남현동, 신백동, 화산동                                   |
| 18   | 보은군 선거구     | 보은군 전 지역                                                                                                |
| 19   | 옥천군 제1선거구  | 옥천군 옥천읍                                                                                                 |
| 20   | 옥천군 제2선거구  | 옥천군 동이면, 안남면, 안내면, 청성면, 청산면, 이원면, 군서면, 군북면                                         |
| 21   | 영동군 제1선거구  | 영동군 영동읍, 양강면                                                                                         |
| 22   | 영동군 제2선거구  | 영동군 용산면, 황간면, 추풍령면, 매곡면, 상촌면, 심천면, 용화면, 양산면, 학산면                               |
| 23   | 진천군 제1선거구  | 진천군 진천읍, 문백면, 백곡면                                                                                 |
| 24   | 진천군 제2선거구  | 진천군 덕산면, 초평면, 이월면, 광혜원면                                                                       |
| 25   | 괴산군 선거구     | 괴산군 전 지역                                                                                                |
| 26   | 음성군 제1선거구  | 음성군 음성읍, 소이면, 원남면, 맹동면                                                                         |
| 27   | 음성군 제2선거구  | 음성군 금왕읍, 대소면, 삼성면, 생극면, 감곡면                                                                 |
| 28   | 단양군 선거구     | 단양군 전 지역                                                                                                |
| 29   | 증평군 선거구     | 증평군 전 지역                                                                                                |

## 같이 보기
- 대한민국의 선거구